# 포피크드산
포피크드산(영어: Fourpeaked Mountain)은 알래스카주에 솟아있는 빙하덮힌 성층 화산이다. 이 화산은 약 1만년 간 분화한 기록이 없어 사화산으로 여겨졌으나, 2006년에 무려 2회에 걸쳐 분화하여 현재는 활화산으로 다시 인정되고 있다. 봉우리는 4개로, 중앙부에는 여러개의 분화구가 자리잡고 있다.